# Acacia tetraneura
Acacia tetraneura là một loài thực vật có hoa trong họ Đậu. Loài này được A.R.Chapm. & Maslin miêu tả khoa học đầu tiên.